# Marco D'Altrui
Marco D'Altrui, född 25 april 1964 i Neapel, är en italiensk vattenpolospelare. Han representerade Italien i OS tre gånger i vattenpolo. Han är son till Giuseppe D'Altrui.
D'Altrui gjorde fem mål i OS-turneringen 1984 där Italien blev sjua. Han gjorde sedan ett mål i OS-turneringen 1988 där Italien blev återigen sjua. Han tog guld i OS-turneringen 1992. I guldlaget 1992 gjorde han tre mål. Marco D'Altrui tog EM-guld 1993 i Sheffield och VM-guld 1994 i Rom.
Tillsammans med fadern Giuseppe valdes Marco D'Altrui in i The International Swimming Hall of Fame 2010.